# 남쪽의 바다

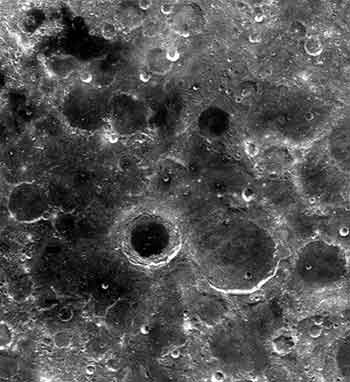
남쪽의 바다

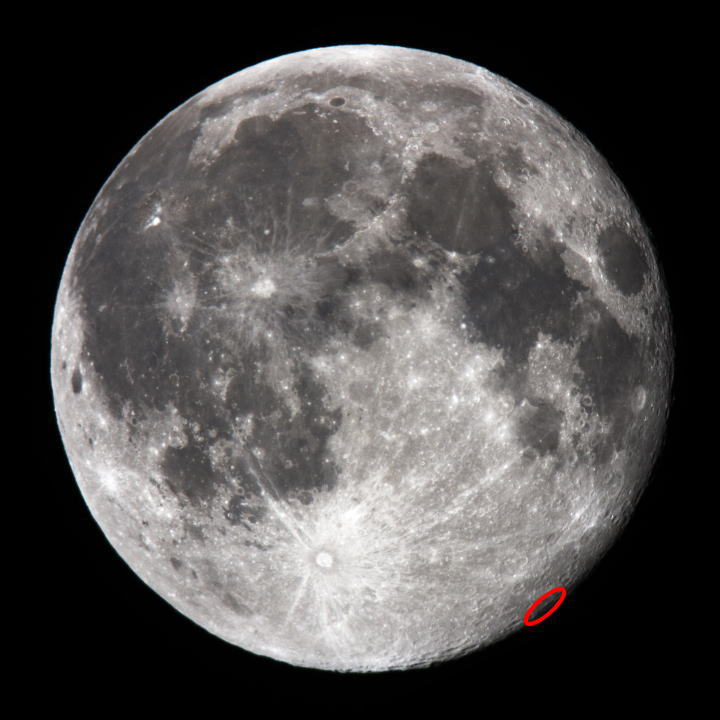
남쪽의 바다의 위치

남쪽의 바다(라틴어: Mare Australe, 영어: Southern Sea)는 달의 남반구 동부에 위치한 달의 바다이다. 달의 앞면과 뒷면에 걸쳐 있다. 남쪽의 바다는 선넥타리안 기에 생성된 분지이며, 후기 임브리움 기의 지층이 표면을 덮고 있다. 직경은 603km이다.